# سي الشيخ
سي الشيخ (بالفرنسية: Cheikha Sy)‏ (5 يونيو 1990 بداكار في السنغال - ) هو لاعب كرة قدم سنغالي في مركز الوسط. لعب مع نادي الأنصار ونادي العين ونادي النجمة ونادي الوحدة وAS Pikine ‏.